# Alchemilla polessica
Alchemilla polessica är en rosväxtart som beskrevs av Tretjakov. Alchemilla polessica ingår i släktet daggkåpor, och familjen rosväxter. Inga underarter finns listade i Catalogue of Life.